# Chémery-les-Deux
Chémery-les-Deux település Franciaországban, Moselle megyében. Lakosainak száma 592 fő (2022. január 1.). Chémery-les-Deux Anzeling, Bibiche, Dalstein, Ébersviller, Filstroff, Freistroff, Hestroff és Menskirch községekkel határos.

## Népesség
A település népességének változása:
| Lakosok száma | 310  | 405  | 395  | 421  | 508  | 546  | 565  | 570  | 573  | 592  |
|               | 1968 | 1982 | 1990 | 2006 | 2013 | 2015 | 2017 | 2019 | 2020 | 2022 |